# شهرستان اندرسون (کنتاکی)
شهرستان اندرسون، کنتاکی (به انگلیسی: Anderson County, Kentucky) یک سکونتگاه مسکونی در ایالات متحده آمریکا است که در کنتاکی واقع شده‌است.

## خصوصیات
شهرستان اندرسون ۵۲۹ کیلومترمربع مساحت دارد.